# Ira Rap
IRA RAP és un grup espanyol de música rap feminista format per Medea, Raisa, Sàtira i Elvirus. Les quatre integrants s'identifiquen com a feministes i antifeixistes. Les seves lletres se centren en el feminisme i la crítica social. En elles parlen sobre dones maltractades que la seva història ha estat silenciada, també parlen de la violència sexual, critiquen el masclisme existent al món del rap i dins de la militància «antifeixista». El nom del grup fa referència a la necessitat d'una resposta contundent cap a la violència que pateixen les dones sobre la base del seu gènere.

## Història
Les integrants del grup es van conèixer mitjançant la militància antifeixista i feminista. Van començar al món de la música davant la necessitat de donar-li una perspectiva de gènere al rap. El seu projecte se centra en la resistència juvenil, és un projecte professional i social que va començar arran de l'activisme de barri als centres socials. El grup és una eina per fer pedagogia, donar difusió i conscienciar a les dones perquè puguin reconèixer els focus d'opressió que sofreixen i sentin identificades amb les seves estrofes.

### "Art i Terrorisme" (2016)
Va ser la primera maqueta del grup creada en un moment d'unió en el qual quatre amigues van començar a donar forma a la ràbia que havien interioritzat durant anys contra el sistema. Amb bases oposades en Youtube, petites cooperatives i gravant a casa van aconseguir crear les seves primeres 7 cançons: Akelarre, Arguments, La ira de Toffana, En la gola del llop, Trencada la baralla, Allibera-ho i Sóc.

### "Els Borbons són uns Lladres" (2018)
El grup va participar en la cançó creada en col·laboració amb diversos artistes de l'escena rap en solidaritat amb Valtònyc, condemnat a 3 anys de presó, sota el lema "rapear no és delicte".

### "Rap save the Queen" (2018)
És el seu treball més personal. En ell es reflecteixen les vivències de les quatre artistes, passen de tractar la qüestió de gènere com un tot a reflectir sobre les bases la realitat des del seu punt de vista pel que fa a l'amistat, l'amor o els seus barris. Aquest disc compta amb 8 cançons: Rap Save The Queen, Així es Va temperar l'Acer, Jurao, Parabellvm, Revueltita, Xandall i Encaix, Borda i Perill.

## Art
El seu estil principal és el Rap Hardcore. És el seu estil més marcat i alhora explora un altre tipus de registres per no encasellar-se únicament en ell. Les influències o referents musicals del grup són Gata Cattana, Rosalía, Rebeca Lane, Ariana Puello, La Dolenta Rodriguez, Ly Raine, Li Fay, Flavia, Penades per la llei, Oi Fregues tu, Gossa Vella, La Fúria, D'esquena al patriarcat, Sara Hebe, A flor de Pell i DJ Marta, entre d'altres.

## Discografia
| 1. | Akelarre 02.25            |
| 2. | Arguments 02.39           |
| 3. | La ira de Toffana 03.27   |
| 4. | En la gola del llop 03.25 |
| 5. | Trencada la baralla 03.48 |
| 6. | Allibera-ho 03.19         |
| 7. | Sóc 03.22                 |

| Rap Save The Queen         | 3.24 |
| Així Es Va temperar l'Acer | 3.34 |
| Jurao                      | 3.42 |
| Parabellvm                 | 4.38 |
| Revueltita                 | 3.03 |
| Xandall i Encaix           | 2.30 |
| Borda                      | 3.06 |
| Perill                     | 3.48 |

| El duel - Intro                  | 3.41 |
| No passaran - Fase I: Negació    | 2.49 |
| La inkisidkora - Fase II: La Ira | 3.00 |
| Currando - Fase III: Negociació  | 5.20 |
| Com volant - Fase IV: Depressió  | 4.24 |
| Black Jack - Fase V: Acceptació  | 4.23 |
| A pachas - Bonus I               | 2.41 |
| Les bones - Bonus II             | 3.43 |